# Eparchia francuska i zachodnioeuropejska
Eparchia francuska i zachodnioeuropejska – jedna z eparchii Serbskiego Kościoła Prawosławnego obejmująca terytorium Francji, Belgii, Hiszpanii, Holandii i Luksemburga. 
Jej katedrą jest sobór św. Sawy w Paryżu.

## Parafie eparchii
Na terenie eparchii znajdują się następujące parafie:
| Parafia                       | Parafia (nazwa oryginalna) | Miasto      | Państwo    |
| ----------------------------- | -------------------------- | ----------- | ---------- |
| św. Sawy                      |                            | Paryż       | Francja    |
| św. Mikołaja                  |                            | Nancy       | Francja    |
| Zmartwychwstania Pańskiego    |                            | Dijon       | Francja    |
| św. Bazylego Ostrogskiego     |                            | Besançon    | Francja    |
| św. Petki                     |                            | Montbéliard | Francja    |
| św. Michała Archanioła        |                            | Mulhouse    | Francja    |
| św. Jerzego                   |                            | Strasburg   | Francja    |
| św. Łazarza                   |                            | Valmont     | Francja    |
| Świętych Konstantyna i Heleny |                            | Luksemburg  | Luksemburg |
| św. Sawy                      |                            | Bruksela    | Belgia     |
| Trójcy Świętej                |                            | Rotterdam   | Holandia   |
| św. Mikołaja                  |                            | Amsterdam   | Holandia   |

Parafie na terytorium Hiszpanii tworzą wikariat hiszpański.
Eparchii podlega 1 klasztor – żeński monaster Narodzenia Matki Bożej w Godoncourt.